# 阎肃
阎肃（1930年5月9日—2016年2月12日），原名阎志扬，男，河北保定人，中国大陆剧作家、词作家，也是中国文学艺术界联合会委员、中国戏剧家协会副主席、中国音乐文学学会副主席、河北传媒学院客座教授。他是中国人民解放军空军政治工作部文工团创作室一级编剧，专业技术一级，文职特级，享受大军区正职生活待遇、国务院政府特殊津贴。2016年2月12日3时07分，在北京逝世，享年86岁。

## 生平
阎肃出生于保定，10岁时随父母前往重庆。先后就读于重庆南开中学、重庆大学工商管理系。1950年还未毕业便被调到青年团西南工作委员会成立的青年工作文工团，担任过演员、合唱队员、跳舞、乐队剧务、导演。在业余时间亦撰写曲艺、戏剧、活报剧，之后担任创作员，做专职创作。阎肃还参加过土地改革、朝鲜战争，慰问老根据地，慰问苏军和慰问越南人民军。1953年加入中国共产党，同年加入中国人民解放军并调入西南军区文工团（后为空军政治部文艺团）。历任分队长、空军歌剧团编导组组长、空军歌舞剧团创作员等职。1964年，由他编写的歌剧《江姐》首演后，引起轰动，令他一举成名，并受到毛泽东的亲自接见。文革爆发后，《江姐》被批为“毒草”，当时民众批他为“右派”。1982年，《西游记》导演杨洁想让阎肃为《西游记》创作主题歌《敢问路在何方》，后来轰动一时，成为广泛流传的经典歌曲，剧中由阎肃作词的插曲还有《大圣歌》、《五百年桑田沧海》等。1986年加入中国作家协会。同年在沈阳空军瓦房店场站采风时创作了《军营男子汉》。2008年在请缨汶川大地震抗震救援被拒，他在电视上看到空降兵冒着生命危险从5000米高空跳伞营救灾区人民的事迹报道后，创作了《云霄天兵》一曲。
他于1989年被评为一级编剧，后于2008年晋升为文职特级。此外，他还多次担任中国中央电视台春节联欢晚会、总政双拥晚会、文化部春节晚会、公安部春节晚会等大型晚会的总体设计、策划、撰稿，以及青歌赛、《星光大道》、《中国红歌会》等选秀节目评委、2008年北京奥运会音乐作品歌曲评委、2010年上海世博会会歌评委。
2015年9月，阎肃因病住院，数日后因脑梗塞陷入重度昏迷。同年12月24日，中宣部、中华人民共和国文化部、中国人民解放军总政治部在北京人民大会堂举办了“阎肃同志先进事迹报告会”，中共中央政治局常委、中共中央书记处书记刘云山代表习近平及党中央，向阎肃表示敬意，并向其家属表示慰问。
2016年2月12日3时07分，阎肃因脑梗塞在北京逝世，享年86岁。2月14日央视播出的感动中国年度人物颁奖典礼上，阎肃当选为2015年感动中国年度人物。2月18日上午9点，阎肃追悼会在八宝山革命公墓举行，至10:50左右结束。阎肃的儿子阎宇抱着父亲的遗像走出追悼会大厅，向现场的市民三鞠躬，前来悼念的群众自发集体高喊“阎老一路走好”。
2016年5月，中共中央组织部决定追授阎肃“全国优秀共产党员”称号。

## 代表作

### 歌曲
《红梅赞》、《敢问路在何方》、《前门情思大碗茶》 、《我爱祖国的蓝天》、《北京的桥》 、《长城长》 、《雾里看花》、《苏州姑娘》 、《军营男子汉》 、《故乡是北京》 、《唱脸谱》 、《五星邀五环》、《风雨同舟》、《连队里过大年》、《天职》 、《打赢歌》、《边关军魂》 、《雪域风云》、《梦水乡》等。

### 歌剧
《江姐》、《党的女儿》、《特区回旋曲》、《忆娘》、《胶东三菊》、《刘四姐》等。

### 京剧
《红岩》、《红色娘子军》、《年年有余》、《夜度》、《敌后武工队》、《红灯照》等。

## 家庭
阎肃于1959年与李文辉结识，1961年结婚。两人育有一子，名为阎宇。阎宇后来育有二孩。

## 轶事
2014年10月15日，中共中央总书记、中华人民共和国主席、中央军委主席习近平主持召开文艺工作座谈会。会上，阎肃发表讲话，称：“我称得上是中国人民解放军文艺战线的一名老兵，到现在依然在心里经常哼唱着‘追上去追上去不让敌人喘气’那些歌。我们也有风花雪月……所以，我、我们心中常念叨的就是6个字：“正能量、接地气”，在部队来说就是有兵味战味！”
2019年1月7日，北京海淀法院发布消息受理“因对阎肃音乐著作权收益分配比例无法达成一致，阎肃之妻和阎肃之女起诉阎肃之子，要求对被继承人阎肃享有的音乐著作权之财产权进行析产”一案。